# Sinfonía n.º 4 (Bruckner)

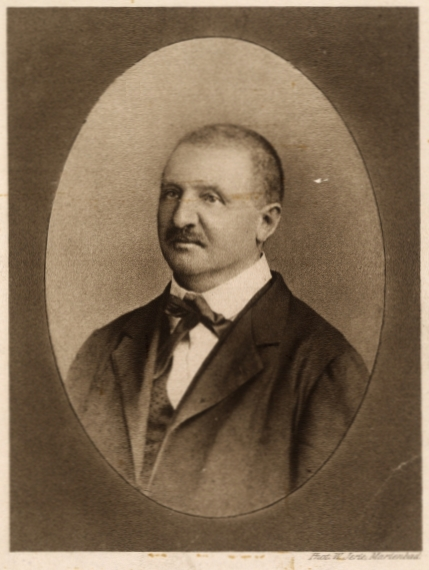
Bruckner en 1873.

La Sinfonía n.º 4 en mi bemol mayor, WAB 104, también conocida como Romántica o en alemán Die Romantische, fue compuesta por Anton Bruckner en 1874. Fue sometida a un extenso proceso de revisión que terminó en 1888, lo cual fue una práctica común en la producción sinfónica del maestro austríaco. La obra está dedicada al príncipe Konstantin de Hohenlohe-Schillingsfürst.

## Historia

### Composición
La composición de esta pieza se desarrolló entre 1874 y 1888, periodo en el cual la obra experimentó un largo proceso de revisión. El sobrenombre de Romántica fue utilizado por el propio compositor en referencia al concepto de romance medieval, tal y como se refleja en las óperas Lohengrin o Siegfried de Wagner.
El historial de composición se puede resumir en tres versiones principales, que se pueden presentar en formas o ediciones diferentes:
- Primera versión: original de 1874.
- Segunda versión: revisiones de 1878, 1880; ediciones de 1881 y 1886.
- Tercera versión: revisión de 1887; edición de 1888.

Conforme a Korstvedt, esta sinfonía sufrió el proceso de composición más prolongado e intrincado de todas las sinfonías. Bruckner trabajó en ella desde 1874 hasta al menos 1890. Durante este proceso recompuso gran parte de la sinfonía, sustituyendo por completo el tercer movimiento y reinventando fundamentalmente el Finale. Preparó diferentes versiones para su interpretación al menos tres veces, y cada vez esto le llevó a realizar cambios, a menudo sustanciales. Finalmente, logró publicar la sinfonía. Gran parte de esta historia ha sido desconocida o malinterpretada, al igual que muchas de las grandes cuestiones planteadas por las versiones de Bruckner en general. Por estas razones, la Sinfonía n.º 4, el caso más extremo del «problema Bruckner», ofrece una plataforma excepcionalmente ventajosa desde la que ver las cuestiones clave de forma más crítica y clara de lo que se ha hecho hasta ahora.
El director de orquesta Simon Rattle declaró que había encontrado catorce versiones de la sinfonía en una entrevista concedida con motivo de su interpretación de la obra con la Orquesta Sinfónica de la Radio de Baviera en los BBC Proms de 2024. Asimismo, Rattle realizó un corte antes del Finale y compuso su propia transición de cuatro compases para sustituirlo.

#### Versión original de 1874
La versión original fue compuesta entre el 2 de enero y el 22 de noviembre de 1874. Esta primera versión no fue interpretada ni publicada en vida del autor, aunque el Scherzo se ejecutó el 12 de diciembre de 1909 en Linz. La partitura autógrafa se conserva en la Biblioteca Nacional de Austria bajo la denominación Mus.Hs.6082 y se puede consultar en línea. La primera interpretación completa no llegó hasta más de un siglo después de su creación, el 20 de septiembre de 1975 en Linz por la Orquesta Filarmónica de Múnich bajo la dirección de Kurt Wöss. La primera grabación comercial fue realizada en septiembre de 1982 por la Orquesta Sinfónica de la Radio de Frankfurt dirigida por Eliahu Inbal (CD 2564 61371-2).
Ediciones:
- Edición de Leopold Nowak de 1975.

#### Versión de 1876
En 1876 Bruckner realizó algunos ajustes adicionales, sobre todo de tipo métrico. Dichos ajustes fueron introducidos en una copia de la partitura autógrafa (Mus.Hs. 6032) con vistas a la preparación de una ejecución que no llegó a materializarse. Esta variante fue estrenada en noviembre de 2020 por Jakub Hrůša con la Orquesta Sinfónica de Bamberg.
Ediciones:
- Edición de Benjamin Korstvedt de 2021.

#### Versión de 1878
Cuando completó la versión original de la sinfonía, Bruckner se dedicó a componer su Sinfonía n.º 5. Una vez concluida la n.º 5 reanudó el trabajo en la n.º 4. Entre el 18 de enero y el 30 de septiembre de 1878 reelaboró a fondo los dos primeros movimientos y reemplazó el Finale original con un nuevo movimiento subtitulado Volksfest o Festival popular. En diciembre de 1878 reemplazó el Scherzo original con un movimiento completamente nuevo, que a veces se denomina Jagd-Scherzo o Scherzo de caza. En una carta al crítico musical Wilhelm Tappert fechada en octubre de 1878, Bruckner lo describió de esta manera: "[el Scherzo] representa la caza, mientras que el Trio es una danza melódica que tocan los cazadores durante la comida". El título original del Trio dice: Tanzweise während der Mahlzeit auf der Jagd ("Danza melódica durante la comida de los cazadores").
Ediciones:
- Edición de Robert Haas de 1936: incluyó el Finale Volksfest como apéndice.
- Edición de Nowak en 1981: publicó el Finale Volksfest en una edición separada.
- Edición de William Carragan de 2014: fue la primera vez que se editó esta versión completa para una interpretación prevista de Gerd Schaller que no llegó a materializarse.
- Edición de Benjamin Korstvedt de 2021: se trata de una edición crítica. La orquesta MusicaNova de Phoenix (Arizona), en estrecho contacto con Korstvedt, llevó a cabo el estreno mundial de esta versión el 1 de mayo de 2022.[13][14]

#### Versión de 1880 o versión de 1878-80

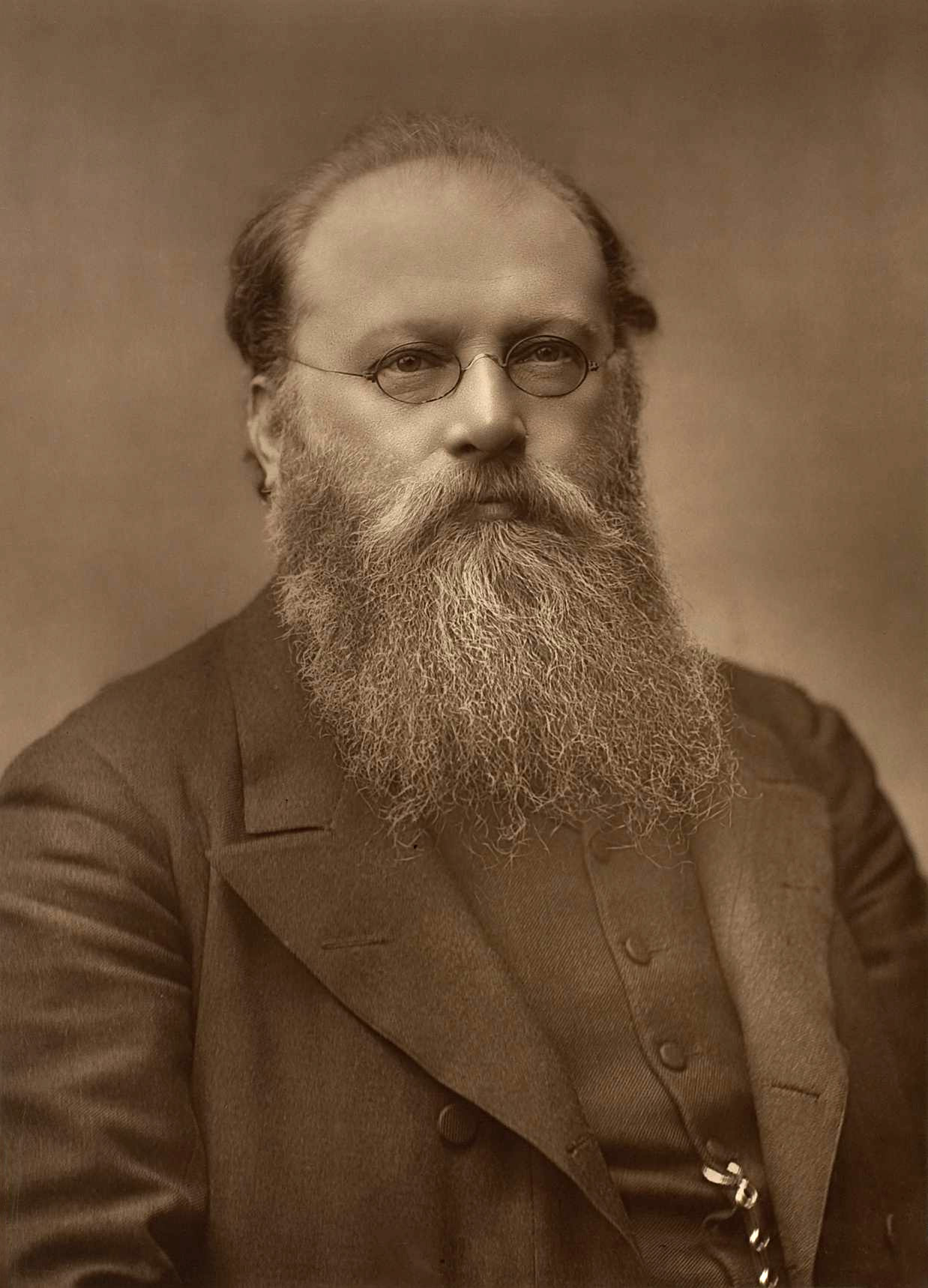
Hans Richter, director del estreno.

Tras un período de casi un año, durante el cual creó su Quinteto de cuerdas en fa mayor, Bruckner retomó su Sinfonía n.º 4. Entre el 19 de noviembre de 1879 y el 5 de junio de 1880 compuso un nuevo Finale –el tercero, aunque comparte gran parte de su material temático con la primera versión– y descartó el Finale Volksfest. Esta versión, que a veces se conoce como la versión de 1878-80, es una combinación de los tres primeros movimientos de la versión de 1878 junto con el nuevo Finale de 1880. La partitura autógrafa se conserva en la Biblioteca Nacional de Austria bajo la denominación Mus.Hs.19476 y se puede consultar en línea. Otra copia manuscrita de esta versión se encuentra en la Biblioteca Municipal de Viena bajo la denominación A-Wst M.H.6780.  La sinfonía se estrenó en esta forma el 20 de febrero de 1881 en Viena interpretado por la Filarmónica de Viena bajo la dirección de Hans Richter.
Ediciones:
- Edición de Robert Haas de 1936: está basada en la partitura manuscrita de Bruckner conservada en la Biblioteca Nacional de Austria.[17]
- Edición de Benjamin Korstvedt de 2019: se trata de una edición crítica.
- Edición de Benjamin-Gunnar Cohrs de 2021: edición para Anton Bruckner Urtext Gesamtausgabe, con el Finale abreviado tal como lo interpretó Felix Mottl el 10 de diciembre de 1881 en Karlsruhe.[18]

#### Versión de 1881
La versión de 1881 es la misma que la de 1880, pero incluye algunos cambios realizados después de la primera representación de esta última, en particular un corte en el movimiento lento y una reelaboración del Finale.
Ediciones:
- Edición de Haas de 1936: Bruckner introdujo algunos los cambios tras escuchar la primera ejecución de la obra, entre ellos un corte en el Andante y una reelaboración del Finale. Esta es la versión utilizada por Felix Mottl para la segunda interpretación de la sinfonía el 10 de diciembre de 1881 en Karlsruhe.
- Edición de Haas de 1944: incluyó algunos elementos de la versión de 1878, como el Trio, cuyo tema principal es enunciado por el oboe y el clarinete, en lugar de la flauta y el clarinete.

#### Versión de 1886
En 1886 Bruckner realizó algunos cambios a la partitura para una interpretación dirigida por Anton Seidl en Nueva York el 4 de abril de 1888. Las diferencias son muy sutiles, destacando, en los últimos compases del Finale, la enunciación del tema principal del movimiento inicial por las trompas. La partitura original fue redescubierta en 1952 y en la actualidad se encuentra custodiada en la colección de la Universidad de Columbia. 
Ediciones: 
- Edición de Nowak en 1953: Nowak hizo ligeros cambios a la edición de Haas, basándose en los retoques hechos por el compositor en 1886. En el título de esta publicación se describe confusamente como "versión de 1878-1880".

#### Versión de 1887-1888
En 1887 Bruckner emprendió una nueva revisión ante la posibilidad de la publicación de la partitura. Para ello contó con la asistencia de Ferdinand Löwe, Franz Schalk y Joseph Schalk, que se piensa que tuvieron gran influencia en el resultado final (por lo que, a veces, se conoce como versión Schalk-Löwe). En ocasiones se discute el añadido de flautín y platillos, así como de trompas con sordina en algunas secciones del Finale por no ser rasgos propios del estilo de Bruckner. Esta versión fue interpretada en enero de 1888 en Viena con Richter a la batuta. La única partitura manuscrita que se conoce de esta versión es el Stichvorlage o copia del grabador de la partitura, que se preparó para el editor Gutmann. Este documento fue escrito por tres copistas principales cuya identidad se desconoce, pero es posible que fueran Löwe y los dos Schalk. El primero copió los movimientos I y IV; los otros copiaron uno de los movimientos internos. Algunas indicaciones de tempo y expresión fueron añadidas por una cuarta mano; que pudo haber sido Hans Richter durante los ensayos o incluso por el propio Bruckner. En la actualidad el Stichvorlage se encuentra en una colección privada inaccesible en Viena; sin embargo, existe una serie de fotografías en blanco y negro de todo el manuscrito en la Biblioteca Municipal de Viena bajo la denominación A-Wst M.H.9098/c.
Ediciones:
- Edición de Albert J. Gutmann en 1889: se trata de la primera edición de la pieza. En 1890 fue necesaria una segunda edición del propio Gutmann para corregir errores de imprenta. En 1954 fue reeditada de nuevo por Redlich.
- Edición de Benjamin Korstvedt de 2004: es una edición crítica.

### Estreno y publicación

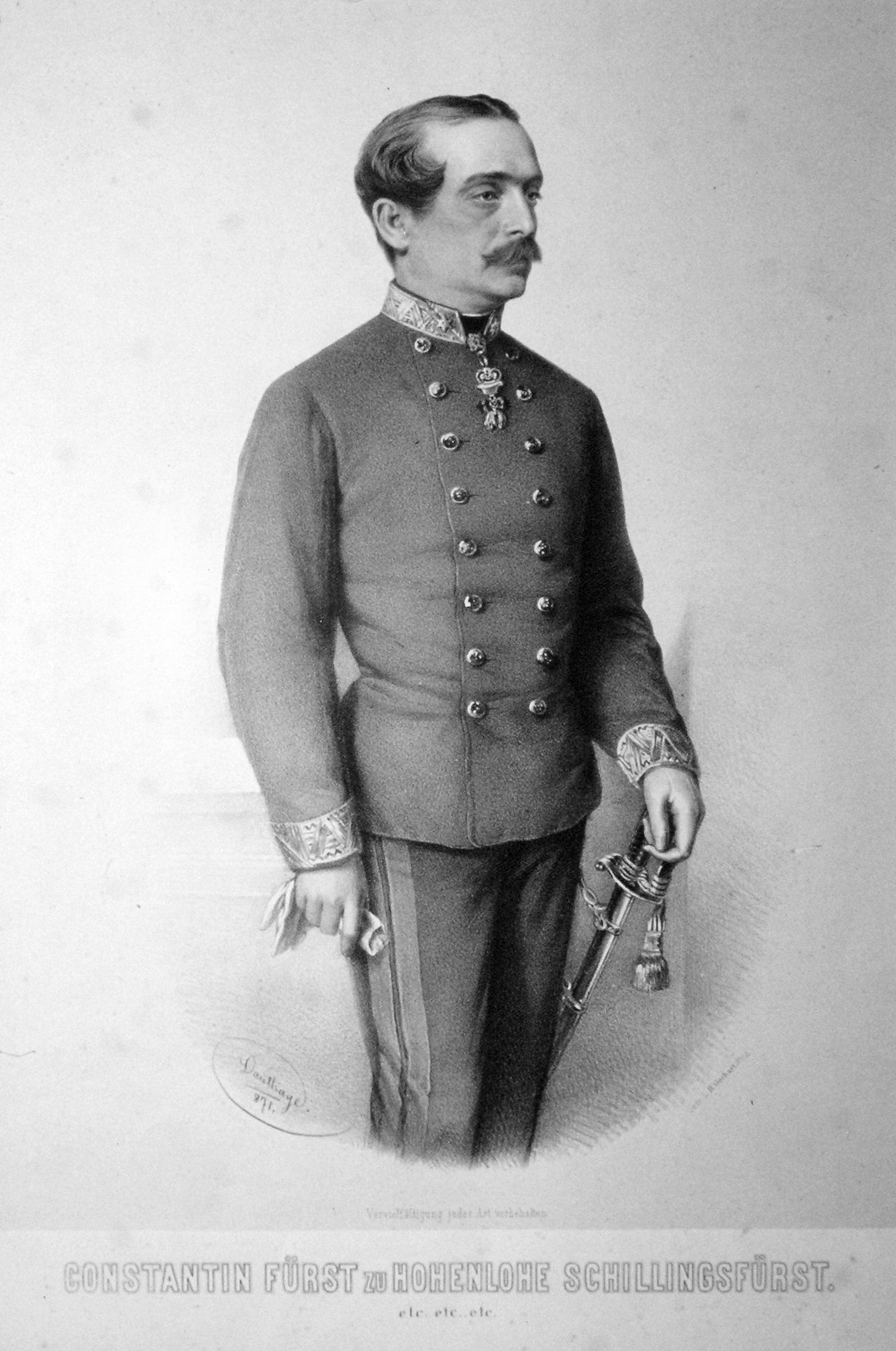
Konstantin de Hohenlohe-Schillingsfürst, dedicatario de la pieza.

El estreno se celebró el 20 de febrero de 1881 en Viena, con la interpretación de la Orquesta Filarmónica de Viena dirigida por Hans Richter con gran éxito. Fue el primer estreno de una sinfonía de Bruckner que no fue dirigida por el propio compositor.  
La primera edición de la pieza fue llevada a cabo en 1889 por el editor Albert J. Gutmann en Viena que publicó la tercera versión de la sinfonía. La dedicatoria de esta partitura fue para el príncipe Konstantin de Hohenlohe-Schillingsfürst.  

## Instrumentación
La versión original de la partitura está escrita para una orquesta formada por:
- Viento madera: [1 flautín (doblando a tercera flauta)], 2 flautas, 2 oboes, 2 clarinetes en si bemol, 2 fagotes.
- Viento metal: 4 trompas (dos en fa y dos en si bemol), 3 trompetas (en mi bemol y en fa), 3 trombones (alto, tenor y bajo), [1 tuba].
- Percusión: timbales, [platillos].
- Cuerda: una sección de cuerdas con violines I y II, violas, violonchelos y contrabajos.

La tuba fue añadida en la revisión de 1878-80, según la edición crítica de Nowak, al mismo tiempo que se añadió en la Sinfonía n.º 5. En la edición de 1889 se incorporaron tanto el flautín como los platillos.

## Estructura y análisis
La sinfonía consta de cuatro movimientos que presentan dos versiones:
La primera versión (1874) sigue este esquema:
- I. Allegro, en mi bemol mayor 2
2
- II. Andante quasi Allegretto, en do menor 4
4
- III. Scherzo. Sehr schnell, en si bemol mayor – Trio. Im gleichen Tempo, en la bemol mayor 3
4
- IV. Finale. Allegro moderato, en mi bemol mayor 2
2

La segunda versión (1878) sigue este esquema: 
- I. Bewegt, nicht zu schnell / Ruhig bewegt (nur nicht schnell) ( = 72)
- II. Andante quasi Allegretto ( = 66)
- III. Scherzo. Bewegt – Trio. Nicht zu schnell. Keinesfalls schleppend ( = 126)
- IV. Finale. Bewegt, doch nicht zu schnell ( = 72)

La versión de 1888, editada por Benjamin Korstvedt en la Edición Completa (Tomo IV parte 3) presenta indicaciones ligeramente diferentes, así como indicaciones metronómicas. La interpretación de esta obra dura aproximadamente entre 60 y 65 minutos.

### Versión original de 1874

#### I.Allegro
El primer movimiento, Allegro, está escrito en la tonalidad de mi bemol mayor, en compás alla breve y responde a la forma sonata. 
- La exposición consta de tres temas, lo cual es un recurso arquitectónico habitual en Bruckner desde la Sinfonía en fa menor.
  - El primer tema se construye con quintas y es presentado por la trompa sobre un trémolo en pianissimo de las cuerdas. Después es retomado canónicamente por los vientos y seguido de un tutti que interpreta un motivo rítmico “2 + 3”.
  - El segundo tema es de carácter campestre en contrapunto y con un motivo de salto.
  - El tercer tema contiene un tema en tutti derivado del primer grupo temático y un motivo de inspiración wagneriana, que se asemeja al leitmotiv del fuego en El anillo del nibelungo.
- El desarrollo arranca con el motivo de La valquiria, ya citado en la Sinfonía n.º 3, que en esencia hace referencia al primer grupo temático y presenta sus dos motivos alternativamente en la trompa y el tutti, con una compleja combinación rítmica, que continúa con un suntuoso coral derivado del primer motivo. Concluye con una variación del motivo del salto del segundo grupo temático.
- La recapitulación de los tres grupos temáticos.
- La coda sobre el tema inicial.

Primer tema:
Segundo tema:
Tercer tema:

#### II.Andante quasi Allegretto
El segundo movimiento, Andante quasi Allegretto, está en do menor, en compás de 4/4 y adopta la forma de lied (A–B–A'–B'–A'') basado en dos temas con diez indicaciones de tempo diferentes. En el primer tema se alternan las cuerdas apagadas y los vientos madera, seguidos de un motivo descendente de viento que introduce el segundo grupo temático. El segundo tema es una cantilena para viola sobre un fondo de pizzicati de los demás instrumentos de cuerda. En la segunda parte se reexponen y desarrollan ampliamente los dos grupos temáticos. En la parte final el primer motivo se desarrolla por segunda vez y se cierra en pianissimo.
Primer tema:
Segundo tema:

#### III.Scherzo. Sehr schnell – Trio. Im gleichen tempo
El tercer movimiento lleva la indicación Scherzo. Sehr schnell – Trio. Im gleichen tempo, que significa "Scherzo. Muy rápido – Trio. En el mismo tempo". Está de nuevo en mi bemol mayor, en compás de 3/4 y responde a una forma ternaria A-B-A de scherzo con trío. 
- Sección A: El Scherzo se inicia con un toque de trompeta, continúa con un tema presentado por los vientos con un acompañamiento de cuerdas ardientes.
- Sección B: El trío, en la bemol mayor, emplea material similar al de los oboes.
- Sección A: La repetición del Scherzo termina con una poderosa coda.

Scherzo:
Trío:

#### IV.Finale. Allegro moderato
El cuarto y último movimiento, Finale. Allegro moderato, retoma la tonalidad inicial, el compás alla breve y la forma sonata.
- La exposición consta de tres temas.
  - El primer tema comienza con una introducción que recuerda el tema inicial de la sinfonía, seguida de un unísono en tutti, una fanfarria y un bis del Scherzo, y termina con un recordatorio adicional del tema inicial de la sinfonía.
  - El segundo tema es contrapuntístico al estilo de un Ländler, que incluye cinquillos difíciles.
  - El tercer tema se inicia con una escala descendente de si menor, interpretada por toda la orquesta al unísono, que recuerda al leitmotiv de la lanza de Wotan, es nuevamente un tutti.
- El desarrollo es complejo y se basa en los tres grupos temáticos, se insertan nuevamente un recordatorio del tema inicial de la sinfonía y una reminiscencia del segundo movimiento y el Scherzo.
- La recapitulación repite los grupos temáticos.
- La poderosa coda basada en el primer grupo temático concluye con un recordatorio del tema inicial de la sinfonía.El austero tema principal, en mi bemol menor, es el mismo en las tres versiones:

Primer tema:
Segundo tema:
Tercer tema:

### Versiones posteriores
Salvo que se indique lo contrario o adicionalmente, la información contenida en este apartado procede de William Carragan.

#### I.Bewegt, nicht zu schnell
En versiones posteriores se eliminan varias partes del primer movimiento, en particular el final del segundo grupo temático, la segunda parte del tercer grupo temático, así como, durante el desarrollo, las dos citas de La Valquiria, la compleja combinación rítmica y la parte final tras la segunda cita de La Valquiria.

#### II.Andante quasi Allegretto
En versiones posteriores se eliminan varias partes del segundo movimiento. Se abrevia la exposición del primer grupo temático. En la segunda parte se acorta el desarrollo del primer grupo temático y se elimina el del segundo grupo temático. La parte final también está abreviada.

#### III.Scherzo. Bewegt – Trio. Nicht zu schnell. Keinesfalls schleppend
En versiones posteriores, el scherzo inicial es sustituido por un nuevo movimiento en compás de 2/4, el famoso “scherzo de caza”, donde los toques de corneta, que recuerdan a la Marcha Militar, WAB 116 de 1865, evolucionan afinados.
El trío, más lento y melódico, aparece como una breve pausa entre el scherzo y su repetición.
En la versión final de 1888 el scherzo termina en pianissimo. Cuando se retoma después del Trío, se hace un corte de unos sesenta compases.

#### IV.Bewegt, doch nicht zu schnell
El Volksfest final de 1878 y el de 1881 se basan en el mismo material básico que el de 1874, pero tratados de manera diferente. El final del Volksfest es en cierto modo una versión simplificada del final de 1874, con, entre otras cosas, la sustitución de las difíciles quintillizas por “2 + 3”.
En la versión de 1881 también se introduce un motivo lírico adicional al inicio del segundo grupo temático y se recompone el tercer motivo al unísono.
El comienzo de la coda es apacible y, después de un pasage lírico de los cornos, prosigue antes de acabar por una escala celeste similar a la del movimiento lento de Quinta sinfonía, que Bruckner acababa de revisar.
En la versión final de 1888 se hicieron algunos recortes (un total de 34 compases). También se introducen golpes de platillos al final de la exposición del primer grupo temático y en pianissimo durante la coda.

### Programa
Existen muchas evidencias de que Bruckner tenía en mente un programa para su Sinfonía n.º 4. El maestro describió así la pieza en una carta al director de orquesta Hermann Levi del 8 de diciembre de 1884:

«En el primer movimiento, tras una larga noche de sueño, la trompa anuncia el nuevo día; en el segundo movimiento, canción; en el tercero, entretenimiento musical de los cazadores en el bosque.»

Existe un pasaje similar en otra carta del compositor a Paul Heyse del 22 de diciembre de 1890:

«En el primer movimiento de la Sinfonía n.º 4 "Romántica" la intención es reflejar la trompa que proclama la llegada del día desde el Ayuntamiento. Arranca entonces la vida cotidiana. En el Gesangsperiode [el segundo sujeto temático] el tema es el canto del carbonero Zizipe. Segundo movimiento: canción, plegaria, serenata. Tercero: Cacería, y, en el Trio, como un organillo toca durante el almuerzo en el bosque.»

La partitura autógrafa del Scherzo y del Finale de la versión de 1878 contiene anotaciones como Jagdthema (tema de caza), Tanzweise während der Mahlzeit auf der Jagd (aire de danza durante el almuerzo en la cacería) y Volksfest (festival popular). Además de estas claves, que vienen directamente de Bruckner, el musicólogo Theodor Helm ha transmitido un programa aún más detallado, por medio del colaborador del compositor Bernhard Deubler:

«Ciudad medieval -- Amanecer -- llamada matutina desde las torres de la ciudad -- se abren las puertas -- en orgullosos corceles los caballeros salen a campo abierto, la magia de la naturaleza les envuelve -- murmullos del bosque -- canto de los pájaros -- y así se va desarrollando el cuadro romántico...»

No parece haber ninguna clase de programa para la tercera versión (1880) del movimiento final de la sinfonía.

## El "problema Bruckner"

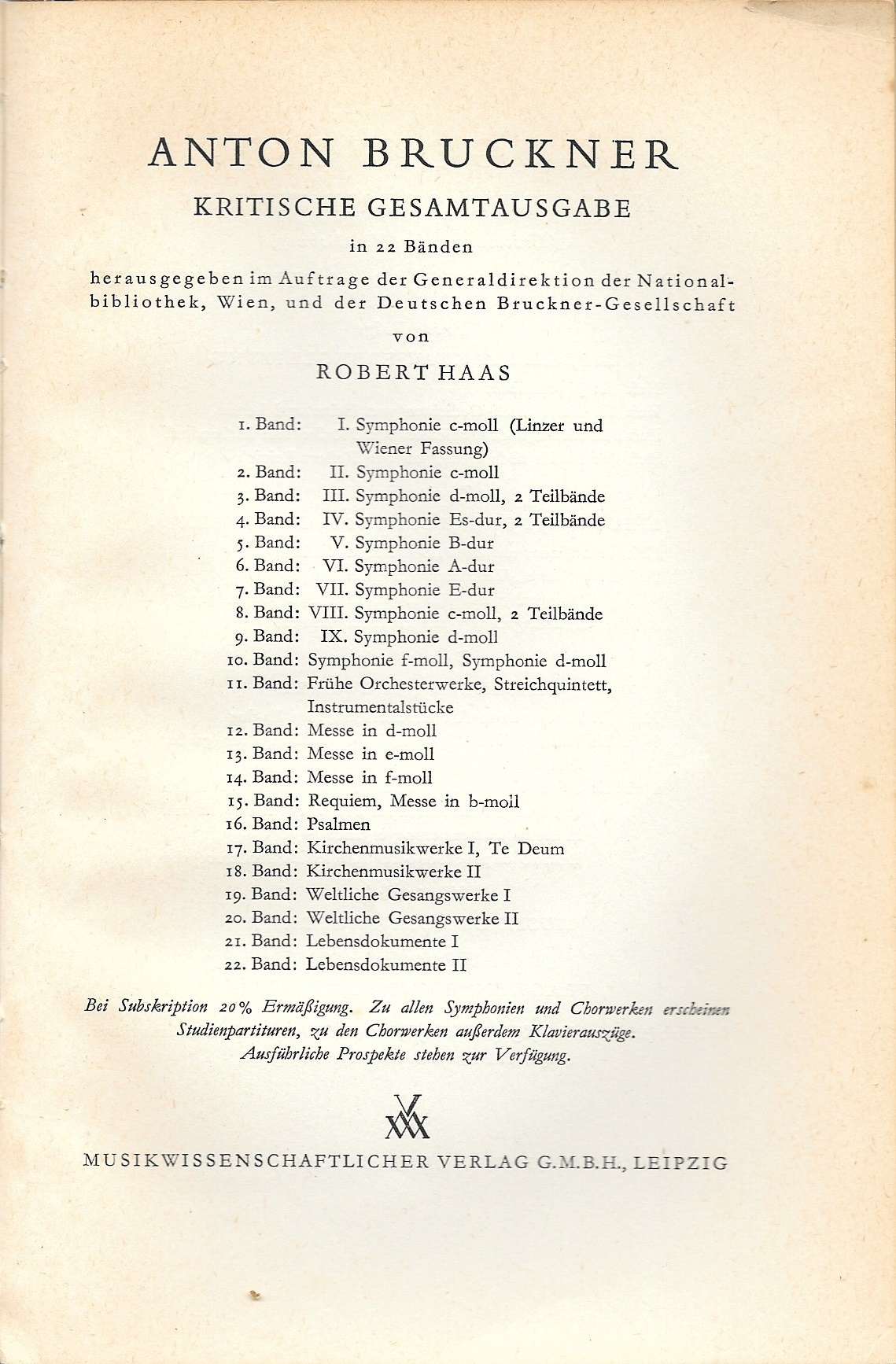
Alte Gesamtausgabe

Cualquier valoración crítica de la Cuarta Sinfonía de Bruckner debe tener en cuenta el llamado Problema Bruckner, es decir, la controversia en torno a los grados de autenticidad y el estatus del autoría de las diferentes versiones de sus sinfonías. Entre 1890 y 1935 no hubo tal controversia en lo que respecta a la Cuarta: la copia de la sinfonía de Gutmann, (la versión de 1888) no fue cuestionada. El análisis de la sinfonía realizado por el musicólogo británico Donald Tovey no menciona ninguna otra versión, ni tampoco el teórico suizo Ernst Kurth. La versión de Gutmann fue la interpretada por los principales directores de la época: Mahler, Weingartner, Richter y Fischer. Aunque Mahler cortó y reorquestó la sinfonía, fue la versión de 1888 la que modificó.

### Haas
La cuestión cambió en 1936 cuando Robert Haas, editor de la Gesamtausgabe (la edición crítica de todas las obras de Bruckner), descartó la versión impresa en 1889 por carecer de autenticidad, diciendo que "las circunstancias que acompañaron su publicación ya no pueden verificarse" y calificándolo de "fuente turbia para el especialista". En opinión de Haas, la versión de 1880 fue la última versión de la sinfonía transmitida en un manuscrito de la propia mano de Bruckner, (Fassung letzter Hand). Más tarde se supo que esta afirmación no es del todo cierta, pero cuando Haas negó el estatus de autoría a la versión de 1889, no sabía que el manuscrito del que se tomó esa impresión tiene extensas revisiones de la propia mano de Bruckner, que Bruckner hizo en febrero de 1888 después del estreno. de la versión de 1887 de la Sinfonía. Para explicar el hecho de que Bruckner había permitido que se imprimiera la versión de 1888, Haas creó la ahora popular imagen de Bruckner como un compositor con tan poca confianza en su propia técnica orquestal que fue fácilmente persuadido de aceptar las revisiones de otros como Löwe y los Schalk.
La edición de 1936 de Haas contenía la sinfonía completa basada en el autógrafo de Bruckner de 1881 e incluía el final del Volksfest en un apéndice: describió esta edición como la "versión original" (Originalfassung). Planeó un segundo volumen que contuviera la versión anterior de 1874 de la Sinfonía, pero nunca lo completó.
En 1940, Alfred Orel anunció el redescubrimiento del manuscrito del que se había impreso la versión de 1888. Observó que Bruckner lo había modificado él mismo y en 1948 lo declaró la verdadera Fassung letzter Hand. Incluso Haas parece haber dudado al respecto cuando se enteró de la existencia del manuscrito. En 1944 anunció su intención de restaurar la versión de 1888 en la Bruckner Gesamtausgabe; pero los acontecimientos del final de la guerra lo superaron.

### Nowak
Con el Anschluss de Austria a la Alemania de Hitler en 1938, la Musikwissenschaftlicher Verlag Wien (MWV) y la Internationale Bruckner-Gesellschaft (IBG) de Viena se disolvieron y todos los esfuerzos se transfirieron a Leipzig. En 1945, al final de un bombardeo aéreo a Leipzig, el fondo editorial fue destruido. Después de la guerra, la producción documentada del IBG, el MWV y Bruckner regresó a Austria. En 1951, Leopold Nowak presentó el primer volumen de la Neue Bruckner-Gesamtausgabe con una reimpresión corregida de la edición de la Sinfonía n.º 9 de Alfred Orel. Nowak ya había trabajado en funciones de edición de partituras antes de 1945, había trabajado en el descubrimiento de nuevas fuentes y había corregido errores.
Respecto a la Cuarta Sinfonía, Nowak no quedó inmediatamente convencido de que la versión de 1888 fuera auténtica. Rechazó las pruebas del manuscrito alegando que Bruckner no las había firmado. También repitió y revisó los argumentos que Haas había invocado para poner en duda la participación de Bruckner en la preparación de la versión de 1887.
A lo largo de la segunda mitad del siglo XX, la mayoría de los comentaristas aceptaron los argumentos de Haas y Nowak sin tomarse la molestia de investigar más el asunto. El redescubrimiento de la partitura del copista de la versión de 1886 fue el único cambio significativo en el Gesamtausgabe durante la larga dirección editorial de Nowak (1951-1989). Nowak publicó ediciones críticas de la versión original de 1874 (1975), la versión de 1886 (1953) y el final del Volksfest de la versión de 1878 (1981), así como una nueva edición de la versión de 1881 (1981). La impresión de Gutmann de la versión de 1888, sin embargo, quedó fuera de los límites para Nowak.
La apreciación crítica de la Sinfonía dio un giro interesante en 1954, cuando Eulenburg publicó una nueva edición de la versión de 1888 del musicólogo británico nacido en Alemania Hans F. Redlich. Según Redlich, la publicación de la versión revisada en 1889 no marcó el final del largo proceso de composición y revisión de la Sinfonía n.º 4, como habían supuesto la mayoría de los comentaristas, ya que el 18 de enero de 1890 Bruckner supuestamente comenzó a redactar otra versión más de la sinfonía.
Redlich reforzó este argumento cuestionando la autenticidad de una serie de modificaciones de la partitura que consideraba ajenas al estilo nativo de Bruckner. Entre ellas, se pueden destacar las siguientes: la introducción del flautín y platillos en el compás 76 del final; el uso de platillos pp en el compás 473 del final; y el uso de instrumentos de viento silenciados en el compás 147 del final, cuyo comando aperto se omite en el compás 155.
En 1969, Deryck Cooke repitió estos argumentos en su influyente serie de artículos The Bruckner Problem Simplified, llegando incluso a afirmar que Bruckner "retuvo su sanción final al negarse a firmar la copia enviada a la imprenta". Cooke, que se refirió a la versión de 1888 como "completamente espuria... una partitura de Löwe/Schalk", concluyó que la existencia del supuesto manuscrito de 1890 sobre el que Redlich había llamado la atención por primera vez anulaba efectivamente todas las revisiones realizadas después de 1881.

### Korstvedt
En 1996, sin embargo, la opinión crítica sobre la Cuarta Sinfonía fue revertida por el musicólogo estadounidense Benjamin Korstvedt, quien demostró que el manuscrito al que se refieren Redlich y Cooke en realidad no existe: "Si fuera cierto que Bruckner hizo una copia de este tipo, la afirmación de Cooke merecería consideración. Pero Bruckner nunca la hizo. Redlich y Cooke fueron engañados por una fotografía en la biografía de Bruckner hecha por Haas. Esta fotografía, que muestra la primera página de la partitura autógrafa de Bruckner de la segunda versión, está recortada de tal manera de manera que la fecha 18 de enero de 1878, mencionada por Haas, parece decir 18 de enero de 1890".
Korstvedt también ha refutado el argumento tantas veces repetido por Haas de que Bruckner era un compositor tímido que carecía de fe en su propia capacidad y estaba dispuesto a hacer concesiones que contravenían su propio juicio artístico. No se ha aportado ninguna prueba que respalde esta valoración del compositor. Por el contrario, hay testimonios de primera mano de los propios asociados de Bruckner de que fue imposible convencerlo de que aceptara enmiendas en contra de su propio criterio. Korstvedt sostiene que, si bien la preparación de la versión de 1888 fue de hecho un esfuerzo de colaboración entre Bruckner, Löwe y probablemente también de Franz y Joseph Schalk, esto de ninguna manera socava su estatus de autoría; todavía representa los pensamientos finales de Bruckner sobre su Cuarta Sinfonía y debe considerarse como la verdadera Endfassung o Fassung letzter Hand. No hay pruebas de que Bruckner "se negara" a firmar el Stichvorlage. Puede que no lo haya hecho, pero lo mismo ocurre con otros manuscritos de Bruckner cuya autenticidad no está en duda. Además, no hay pruebas reales de que Bruckner se viera obligado a aceptar revisiones para poder publicar el trabajo, como afirmó Haas. La única condición que puso Gutmann antes de la publicación fue que se le pagaran 1.000 fl. por adelantado para cubrir sus costes. Una vez que le entregaron este dinero, probablemente habría estado muy feliz de imprimir cualquier versión de la Sinfonía que Bruckner le enviara.
En 2004, Korstvedt publicó la primera edición moderna de la versión de 1888 de la sinfonía para la Gesamtausgabe. En 2019, Korstvedt publicó una edición moderna de la versión de 1881, en 2021 una edición de la variante de 1876 de la primera versión y en 2022 la versión de 1878.

## Recepción de la obra
El estreno cosechó un gran éxito. De hecho, hay una anécdota legendaria que ilustra el carácter ingenuo y la bonhomía de Bruckner, según la cual el compositor, agradecido por el trabajo de Richter en el estreno, le obsequió con una moneda "para que se tome una cerveza".

## Discografía selecta
A continuación se cita una selección de grabaciones de las distintas versiones de la sinfonía.
Versión original de 1874
- 1982 – Eliahu Inbal, Orquesta Sinfónica de la Radio de Frankfurt (Teldec).
- 1987 – Guennadi Rozhdéstvenski, Orquesta Sinfónica del Ministerio de Cultura de la URSS (Melodiya).

Finale Volksfest de la versión de 1878
- 1987 – Guennadi Rozhdéstvenski, Orquesta Sinfónica del Ministerio de Cultura de la URSS (Melodiya).
- 1998 – Georg Tintner, Royal Scottish National Orchestra (Naxos).

Versión de 1880 (ed. Nowak)
- 2015 – Christian Thielemann, Orquesta Estatal Sajona de Dresde (Hänssler).
- 2018 – Andris Nelsons, Orquesta de la Gewandhaus de Leipzig (DG).

Versión de 1881 (ed. Haas)
- 1936 – Karl Böhm, Orquesta Estatal Sajona de Dresde (HMV) grabación pionera.
- 1960 – Bruno Walter, Orquesta Sinfónica Columbia (Sony).
- 1965 – Bernard Haitink, Orquesta del Concertgebouw (Philips).
- 1970 – Herbert von Karajan, Orquesta Filarmónica de Berlín (EMI).
- 1981 – Klaus Tennstedt, Orquesta Filarmónica de Berlín (Testament).
- 1983 – Sergiu Celibidache, Orquesta Filarmónica de Múnich (DVD Arthaus).
- 1988 – Sergiu Celibidache, Orquesta Filarmónica de Múnich (EMI).
- 1993 – Kurt Masur, Orquesta Filarmónica de Nueva York (Teldec).
- 1998 – Georg Tintner, Royal Scottish National Orchestra (Naxos).
- 2001 – Günter Wand, Orquesta Sinfónica de la NDR (BMG, DVD TDK). Último concierto de Günter Wand.
- 2020 – Christian Thielemann, Orquesta Filarmónica de Viena (DG).

Versión de 1886 (ed. Nowak)
- 1963 – Otto Klemperer, Orquesta Philharmonia (EMI).
- 1965 – Eugen Jochum, Orquesta Filarmónica de Berlín (DG).
- 1971 – Rafael Kubelík, Orquesta Filarmónica de Viena (DVD DG).
- 1973 – Karl Böhm, Orquesta Filarmónica de Viena (Decca).
- 1979 – Rafael Kubelík, Orquesta Sinfónica de la Radio de Baviera (Sony).
- 1981 – Georg Solti, Orquesta Sinfónica de Chicago (Decca).
- 1987 – Giuseppe Sinopoli, Orquesta Estatal Sajona de Dresde (DG).

Versión de 1887-1888
- 1951 – Wilhelm Furtwängler, Orquesta Filarmónica de Viena (DG).
- 1955 – Hans Knappertsbusch, Orquesta Filarmónica de Viena (Decca).
- 2012 – Franz Welser-Möst, Orquesta de Cleveland (DVD Arthaus). Edición crítica de Korstvedt de 2004.